# Ki (album)
Ki je debitantski studijski album kanadskog progresivnog metal sastava Devin Townsend Project. Album je 25. svibnja 2009. godine objavila diskografska kuća HevyDevy Records. 
Townsend, koji je bio osnivač, glavni skladatelj i pjevač ekstremnog metal sastava Strapping Young Lad te progresivne metal grupe The Devin Townsend Band, raspustio je obje skupine 2007. godine kako bi proveo vrijeme sa svojom obitelji i izbjegao preopterećenje koje bi izazvali intervjui i odlasci na turneje. Nakon perioda samospoznaje i godine dana odmora od skladanja pjesama Townsend je započeo raditi na serijalu od četiri albuma kako bi razjasnio svoj glazbenički identitet. Ki se sastoji od pjesama koje govore o samokontroli i trijeznosti te je glazbeno suptilniji od većine prethodnog Townsendovog rada, sastojeći se od ambijentalne rock glazbe isprepletene privremenim prodorima heavy metala.
Townsend je skladao, producirao, miksao i izvršio inženjering albuma te je usto na njemu svirao gitaru i pjevao. Townsend je okupio prateću grupu vancouverskih glazbenika, uključujući blues bubnjara Durisa Maxwella, rock basista Jeana Savoiea, klavijaturista Davea Younga te gostujuću pjevačicu Ché Aimee Dorval kako bi nastupili na albumu. Iako su neki kritičari izjavili kako je album neujednačen, Ki je uglavnom zadobio pozitivne kritike radi svog neočekivanog glazbenog smjera, produkcije, dinamike vokala te mješavine utjecaja.

## Pozadina
Nakon što je raspustio ekstremni metal sastav Strapping Young Lad i svoj progresivni metal projekt The Devin Townsend Band 2007. godine, Townsend je ošišao svoju prepoznatljivu "skullet" frizuru te se odrekao alkohola i marihuane. Komentirao je kako mu je bila "uznemirujuća" činjenica da je imao poteškoća oko skladanja glazbe bez utjecaja droga te da je imao problema oko identificiranja svoje glazbeničke svrhe. Godinu je dana proveo bez skladanja te je u to doba samo producirao albume, no otkrio je kako nije bio zadovoljan tim procesom te je odlučio "uzeti gitaru u ruke i jednostavno pisati [i skladati]". Ovime je započeo period "samootkrića" u kojem je naučio "stvarati bez droga".
U dvije je godine Townsend napisao više od 60 pjesama te je primijetio kako pripadaju "četirima različitim [glazbenim] stilovima". U ožujku 2009. godine Townsend je najavio svoje planove za serijal od četiri albuma pod imenom Devin Townsend Project kojim je namjeravao razjasniti svoj glazbeni identitet i preuzeti "odgovornost" za osobu kojom se predstavlja u javnosti. Ki, prvi album tetralogije Devin Townsend Projecta, bio je skladan kako bi "postavio pozornicu" za sljedeće albume. Riječ "ki" predstavlja japanski koncept "životne sile" (氣, "ki"). Townsend je odabrao to ime u počast istoimenog Kitarōvog albuma iz 1981. godine koji je "volio u doba djetinjstva".
Koncept projekta uključuje različitu grupu glazbenika za svaki album. Za Ki Townsend je odabrao grupu glazbenika s kojima prethodno nije radio. U jednom je blues klubu u sjevernoj Kanadi upoznao Durisa Maxwella, blues bubnjara koji je svirao sa sastavima i glazbenicima kao što su Heart, Jefferson Airplane i Tommy Chong. Townsenda je impresionirala njegova energija te ga je izabrao za Ki. Townsend je također izabrao Jeana Savoiea, zaposlenika prodavaonice albuma koji je svirao u Beatles tribute sastavu, za basista na albumu. Townsend je objasnio kako su Maxwell i Savoie bili idealni za album jer nisu imali mnogo iskustva u pogledu sviranja žestoke glazbe te da su radi toga imali svježu perspektivu koja je bila prikladna za Kijev suptilniji zvuk. Townsend je u grupu doveo i Davea Younga, ambijentalnog klavijaturista koji je svirao u The Devin Townsend Bandu te vancouversku pjevačicu Ché Aimee Dorval koja je pjevala na nekolicini pjesama. U velikoj je mjeri album bio snimljen, produciran i miksan od kraja 2008. do početka 2009. godine u Devestateu i studiju D; bubnjevi su bili snimljeni u studiju Factory Studios u Vancouveru.

## Glazbeni stil i tekstovi
Townsend je kanalizirao svoju novootkrivenu samokontrolu i trijeznost u Ki, "suzdržan, melodičan i spokojan" album koji je bio "oštar kontrast" heavy metalu po kojem je bio poznat, iako je zadržao njegov "svojstveni prizvuk". Album se sastoji od nedistorziranih gitarističkih tonova, uživo snimljenih dionica, bubnjeva bez triggera i relativno tihog masteringa te glazbeni stil spaja ambijentalnu glazbu, progresivni rock, jazz rock i psihodelični blues. Ponavljajuća glazbena tematika na albumu je princip "napetosti i oslobađanja", postepenog pojačavanja intenzivnosti koja iznenada prestaje i mijenja se u "nešto opuštajuće". Glazbeni je stil albuma bio uspoređivan sa stilovima grupa Porcupine Tree, Chroma Key i Pink Floyd, dok su Townsendovi vokali bili uspoređivani s onima Stevena Wilsona i Stevea Hacketta.
Sam je Townsend miksao Ki te se album sastoji od jako malo kompresije, što je suprotno njegovoj uobičajenoj tehnici produkcije "zvučnog zida". Townsend je izjavio da je izvorno "pokušao producirati [album] koristeći se zvučnim zidom, ali da ga je [ta tehnika] pomalo upropastila... postao je ne baš dobar Strappingov album". Album namjerno izbjegava takozvani loudness war, praksu suvremene glazbene industrije kojom se kompetitivno masterira zvuk pjesama kako bi se činile što glasnijima. Svojem je inženjeru masteringa Townsend poručio: "Službeno se uklanjam iz loudness warsova". Pjesme na albumu bile su uglavnom skladane u open C tuningu, osim pjesama "A Monday", "Trainfire" i "Disruptr" u open B, "Heaven's End" i "Winter" u open B♭ te "Quiet Riot" u standardnom tuningu. Kao utjecaje na albumu Townsend je naveo album Second Nature grupe The Young Gods, Paula Horna, Chants of India Ravija Shankara i skupinu Ween.
Townsend je opisao Ki kao uvod i pouku "šireg koncepta" Devin Townsend Projecta. Tematike pjesama na albumu istražuju Townsendove unutarnje demone, prošle ovisnosti, prihvaćanje samoga sebe te njegovu "novootkrivenu sposobnost za reći ne". Album započinje kratkim instrumentalom koji uvodi u "Coast", tihu pjesmu koju pokreće bas-gitara te koja priprema pozornicu za album, bivajući tako "metaforom za Devinovu novootkrivenu odmjerenost". Townsend ju je opisao kao "uvod u priču; [ona je] tiha, mračna, opsjednuta i nesigurna". Skladba postepeno pojačava svoj intenzitet što se više primiče svom kraju sa slojevima vokala, no umjesto da eksplodira u metal u stilu Strapping Young Lada, ona se lagano pretvori u "labav gitaristički rad koji podsjeća na blues". "Disruptr" je bio opisan kao "metal skladba za kafiće", suprotstavljajući laganu instrumentaciju i heavy metal način skladanja i pjevanja na način koji je jednog kritičara podsjetio na Talking Heads. "Gato" nastavlja u sličnome tonu, ali se odlikuje pratećim vokalima koje izvodi Dorval. "Disruptr" i "Gato" nastavljaju prethodno spomenutu glazbenu temu; svaka pjesma pojačava svoj intenzitet prema kraju ali se "zaustavlja i duboko udahne" prije no što nastavi dalje. Album tada usporava na pjesmi "Terminal", atmosferičnoj skladbi s tihim vokalima čiji je koautor klavijaturist Dave Young.
Townsendova odmjerenost dolazi do prijelomne točke na "Heaven's End", pjesmi koju je Jon Wiederhorn iz časopisa Revolver opisao kao "odličnu pop pjesmu koja se pretvara u nasilnu noćnu moru natopljenu kiselinom". Nakon nje slijedi "Ain't Never Gonna Win", skladba koju su uživo u studiju improvizirala sva četiri glazbenika te koju je David E. Gehlke iz internetskog časopisa Blistering opisao kao "hipnotičku". "Trainfire", pjesma napisana u stilu klasičnog countryja koja je bila inspirirana Presleyjevom obradom skladbe "Mystery Train", govori o Townsendovoj bivšoj ovisnosti o pornografiji koju je on opisao kao "taj ludi crack i kokain na internetu o kojem nitko ne želi pričati". Pjesma nastavlja albumsku temu iskrenosti i prihvaćanja samoga sebe, govoreći i o pornografiji i glazbenim ukusima. U pogledu glazbenog stila pjesme Townsend je izjavio: "Da, volim žestoku glazbu i dobar sam u skladanju iste, ali to nije jedina vrsta glazbe koju slušam i nije jedino što želim svirati".
Klimaks albuma sačuvan je za naslovnu pjesmu koju je Townsend opisao kao "osobni proboj" te je skladba izvorno iznikla iz demopjesme "Soft" grupe Grey Skies koja se prethodno pojavila na kompilaciji Ass-Sordid Demos II. "Ki" postepeno postaje cikličkom progresijom arpeggiosa te je Martin Popoff iz časopisa Brave Words & Bloody Knuckles opisao taj dio pjesme kao "najprogresivniji" trenutak na albumu. Nakon nje slijedi "Quiet Riot", akustična interpretacija pjesme "Cum On Feel the Noize" koju čini novi tekst. Kako je Townsend pojasnio, "Quiet Riot" "u suštini sumira misao da sam dobro iako sam 'ranjen' i da sam odlučio poboljšati svoj život".

## Objava i naslovnica
Ki je 25. svibnja 2009. godine u Kanadi objavila Townsendova nezavisna diskografska kuća HevyDevy Records. Album je bio objavljen 22. svibnja 2009. u Njemačkoj, 25. svibnja 2009. u ostatku Europe te 16. lipnja 2009. u SAD-u, gdje ga je objavio izdavač InsideOut Music. Japanska Marquee/Avalon inačica albuma bila je objavljena 26. kolovoza 2009. Nakon što su bila objavljena sva četiri albuma u serijalu, Townsend je objavio box set Contain Us koji se sastoji od osam CD-ova, jednog DVD-a i raznog dodatnog sadržaja.
Naslovnicu albuma izradio je Konrad Palkiewicz koji je izradio i naslovnicu za Townsendov ambijentalni album The Hummer (iz 2006. godine) te režirao glazbeni spot za pjesmu "Almost Again" Strapping Young Lada. Naslovnica je bila dizajnirana za gledanje 3D naočalama. Naslovnica prikazuje "dva lica u jednom". Iako "nije autentična", bazirana je na indijanskoj i kineskoj umjetnosti. Palkiewicz je režirao i glazbeni spot za pjesmu "Coast" koja je 28. srpnja 2009. godine bila objavljena na službenoj Townsendovoj internetskoj stranici. Inačice albuma koje je objavio InsideOut se sastoje od dodatne knjižice tekstova pjesama i zelenog zaštitnog omota na kojem se nalazi logotip Devin Townsend Projecta koji je dizajnirao Travis Smith.

## Prodaja i recenzije
Ki se našao na 26. mjestu finske ljestice top 40 albuma, na 179. mjestu na francuskoj ljestvici top 200 albuma te se pojavio na britanskoj indie i britanskoj rock ljestvici. U prvom je tjednu objave u SAD-u bio prodan u 800 primjeraka te se našao na 69. mjestu Billboardove ljestvice Top Heatseekers. Album je uglavnom zadobio pozitivne kritike. Jon Wiederhorn iz časopisa Revolver je izjavio kako album "definitivno vrijedi poslušati" te je pohvalio žešće skladbe poput "Disruptra" i "Heaven's Enda", komentirajući: "Townsend uglavnom uzdržava svoj bijes, ali su njegovi najbolji trenutci kada ga ispusti". Martin Popoff iz Brave Words & Bloody Knucklesa je komentirao kako album ima "čudan identitet", sa "raznim stvarima koje se događaju ispod površine" te koje nagrađuju mnogostruka slušanja. David E. Gehlke iz Blisteringa bio je manje impresioniran te je komentirao kako je album nedosljedan. Opisao je pjesmu "Winter" "bujnom i prelijepom", ali je izjavio kako u ostalim trenutcima album "ne uspijeva pogoditi u metu", kao na skladbama "Ain't Never Gonna Win..." i "Trainfire". Tyler Munro sa stranice Sputnikmusic je izjavio kako Ki prikazuje Townsenda "u njegovom najlabavijem i najdinamičnijem trenutku" te je pohvalio njegove i Dorvaline vokale, no komentirao je kako su glazbena repeticija i produžene gitarističke dionice gurnule album nekoliko koraka unazad. Greg Prato, glazbeni kritičar sa stranice AllMusic, dodijelio je albumu tri i pol zvjezdice od pet, hvaleći Townsendovu nepredvidljivost, ali smatrajući kako Ki nije "najvažniji ili revolucionarni album" u Townsendovoj kolekciji. Daniel Cairns sa stranice Chronicles of Chaos pohvalio je Ki te je izjavio da je u pitanju "složena, neobična glazbena kolekcija" koja "bi baš mogla biti najbolja Townsendova do sada."

## Popis pjesama
Tekstovi i glazba: Devin Townsend, osim gdje je označeno drugačije. 
| 1.    | »A Monday« (instrumental)                 |                                             | 1:42 |
| 2.    | »Coast«                                   |                                             | 4:35 |
| 3.    | »Disruptr«                                |                                             | 5:49 |
| 4.    | »Gato«                                    |                                             | 5:23 |
| 5.    | »Terminal«                                | Townsend, Dave Young                        | 6:58 |
| 6.    | »Heaven's End«                            |                                             | 8:54 |
| 7.    | »Ain't Never Gonna Win...« (instrumental) | Townsend, Young, Duris Maxwell, Jean Savoie | 3:17 |
| 8.    | »Winter«                                  |                                             | 4:47 |
| 9.    | »Trainfire«                               |                                             | 5:58 |
| 10.   | »Lady Helen«                              |                                             | 6:05 |
| 11.   | »Ki«                                      |                                             | 7:20 |
| 12.   | »Quiet Riot«                              |                                             | 3:02 |
| 13.   | »Demon League«                            |                                             | 2:54 |
| 66:44 |                                           |                                             |      |

## Zasluge
| Devin Townsend Project - Devin Townsend – vokali, gitara, bas-gitara bez pragova, programiranje, produkcija, inženjer zvuka, miksanje - Dave Young – klavijature, klavir - Duris Maxwell – bubnjevi - Jean Savoie – bas-gitara Dodatni glazbenici - Ché Aimee Dorval – dodatni vokali - Ryan Dahle – dodatni vokali (na pjesmi 4), produkcija i miksanje (na pjesmi 12) | Ostalo osoblje - Omer Cordell – fotografija - Adrian Mottram – inženjer zvuka - Mike St. Jean – predprodukcija - Brennan Chambers – miksanje - Sheldon Zaharko – inženjer zvuka - T-Roy – mastering |